# Alleluja Alleluja
Alleluja, Alleluja – album zespołu Boys wydany na Wielkanoc 1993 roku (marzec 1993) w firmie fonograficznej BS. Do żadnej piosenki nie powstał teledysk.
1. Alleluja, biją dzwony
2. Nie zna śmierci
3. Otrzyjcie już łzy
4. O dniu radosny
5. Wesoły nam dzień nastał
6. Powstał z martwych
7. Wysławiajmy...
8. Zmartwychwstanie
9. Zwycięzca śmierci
10. Wesel się królowo